# Elektrownia wodna Vučje
Elektrownia wodna Vučje – elektrownia wodna w Serbii, we wsi Vučje, nad rzeką Vučjanką.  
Jest to druga najstarsza elektrownia wodna w Serbii, po elektrowni wodnej w Užicach, na rzece Djetinja, która została zbudowana w 1901 roku. 

## Historia
Budowę elektrowni sfinansowali przemysłowcy z Leskovaca, którzy w 1901 roku założyli Leskovačko električno društvo A.D.
Elektrownia rozpoczęła swoją pracę 11 grudnia?/24 grudnia 1903. Datę tę wybrano nieprzypadkowo, gdyż tego samego dnia w 1877 roku niedaleki Leskovac został wyzwolony spod władzy Turków. Wraz z elektrownią powstała 17 kilometrowa linia energetyczna do Leskovaca.
Od tego czasu elektrownia działa nieustannie, z wyjątkiem krótkiego okresu pod koniec II wojny światowej.